# SAP-VN
SAP-VN, viết tắt cho Social Assistance Program for Vietnam, là một tổ chức cứu trợ nhân đạo, chú trọng nhiều nhất vào trẻ em mồ côi và tàn tật, trong các lãnh vực y tế, giáo dục và xã hội.
SAP-VN được thành lập năm 1992 ở Garden Grove, California.